# クルブ・ウニベルシタリオ・デ・ブエノス・アイレス
クルブ・ウニベルシタリオ・デ・ブエノス・アイレス（西: Club Universitario de Buenos Aires、略称: CUBA）は、アルゼンチンのブエノスアイレスを拠点とするスポーツクラブ。ラグビーチームが特に有名である。トルネオ・デ・ラ・URBAに所属。

## 概要
アルゼンチンで最も成功しているラグビークラブの1つ。一般的には、頭文字からCUBA（原語での発音は「クーバ」）と呼ばれる。
ブエノスアイレスにある本部の他に、国内各地に拠点がある。ラグビーグラウンドはブエノスアイレスの北西約30キロメートルに位置するブエノスアイレス州ビジャ・デ・マジョにある。
ブエノスアイレスリーグであるトルネオ・デ・ラ・URBAの優勝回数は15回で、CAサン・イシドロ（CASI）、サン・イシドロ・クルブ（SIC）に次いで歴代3位。
1965年には、アルゼンチンラグビー協会（UAR）が主催したユースからシニアに至る6カテゴリーの全てで優勝するという偉業を達成した。

## 歴史
1918年5月11日、大学生のグループによってクラブが創設された。1922年にトルネオ・デ・ラ・URBAの2部リーグに参加すると、1シーズンで1部リーグ昇格を果たした。1931年には初めてトルネオ・デ・ラ・URBAのタイトルを獲得した。
1940年代から最盛期を迎え、1942年から1970年までの間にトルネオ・デ・ラ・URBAを12回制した。1965年には、アルゼンチンラグビー協会（UAR）が主催したユースからシニアに至る6カテゴリーの全てで優勝を成し遂げた。このシーズンの成績は、各カテゴリーで計114試合を戦って、105勝6敗、3つの引き分けというものであった。
しかし1970年代に入ると、40年以上タイトルから遠ざかることになる。
2013年、トルネオ・デ・ラ・URBAのレギュラーシーズンを2位で終えると、決勝トーナメントでは準決勝でニューマンに、決勝ではインドゥにそれぞれ勝利して、43年ぶり14回目の優勝を遂げた。同時に、翌年のナシオナル・デ・クルベスの出場権を獲得した。
2014年のナシオナル・デ・クルベスでは、グループステージを1位で通過すると、決勝トーナメントの初戦も制して決勝に進出した。CUBAの本拠地であるビジャ・デ・マジョで開催された決勝では、CUBAがロサリオのドゥエンデスに21-20で勝利して、国内クラブ王者に輝いた。

## タイトル

### 国内タイトル
- ナシオナル・デ・クルベス
  - 優勝 1回（2014）
- トルネオ・デ・ラ・URBA
  - 優勝 15回（1931, 1942, 1944, 1945, 1947, 1949, 1950, 1951, 1952, 1965, 1968, 1969, 1970, 2013, 2021）

## 歴代所属選手
- ベンハミン・ウルダピジェタ(Benjamín Urdapilleta)
- マティアス・モローニ(Matías Moroni)